# Großsteingrab Gandløse Bys Jorder 1
Das Großsteingrab Gandløse Bys Jorder 1 war eine megalithische Grabanlage der jungsteinzeitlichen Nordgruppe der Trichterbecherkultur im Kirchspiel Ganløse in der dänischen Kommune Egedal. Es wurde im 19. oder frühen 20. Jahrhundert zerstört.

## Lage
Das Grab lag zwischen dem Waldgebiet Ganløse Eged und dem Bastrup Sø an der Stelle des heutigen Hauses Lyngevej 90 in Stenløse. In der näheren Umgebung gibt bzw. gab es zahlreiche weitere megalithische Grabanlagen.

## Forschungsgeschichte
Im Jahr 1875 führten Mitarbeiter des Dänischen Nationalmuseums eine Dokumentation der Fundstelle durch. Zu dieser Zeit war die Anlage bereits weitgehend zerstört. Irgendwann später wurde sie vollständig abgetragen.

## Beschreibung
Die Anlage besaß eine runde Hügelschüttung mit einem Durchmesser zwischen 16 m und 19 m. Der Hügel besaß ursprünglich eine steinerne Umfassung. 1875 waren nur noch ein Teil des Hügels und wenige Umfassungssteine erhalten. Der Hügel enthielt eine Grabkammer, von der 1875 nur noch ein Stein erhalten war. Zur Orientierung und den Maßen der Kammer liegen keine Angaben vor. Es ist lediglich überliefert, dass man kaum darin aufrecht stehen konnte und zwei Personen kaum Platz darin hatten. Der Kammer war ein nordost-südwestlich orientierter Gang vorgelagert. Der genaue Grabtyp lässt sich anhand der vorliegenden Angaben nicht sicher bestimmen.